# Хохајм на Мајни
Хохајм на Мајни (њем. Hochheim am Main) град је у њемачкој савезној држави Хесен. Једно је од 12 општинских средишта округа Мајн-Таунус. Према процјени из 2010. у граду је живјело 16.919 становника. Посједује регионалну шифру (AGS) 6436006.

## Географски и демографски подаци
Хохајм на Мајни се налази у савезној држави Хесен у округу Мајн-Таунус. Град се налази на надморској висини од 129 метара. Површина општине износи 19,4 km². У самом граду је, према процјени из 2010. године, живјело 16.919 становника. Просјечна густина становништва износи 871 становника/km².

## Међународна сарадња
| Мјесто | Држава    | Врста сарадње | Од    |
| ------ | --------- | ------------- | ----- |
| Боњхад | Мађарска  | пријатељство  | 1997. |
|        | Француска | партнерство   | 1986. |
| Извор  |           |               |       |

Осим тога, његује се пријатељска сарадња и са Келедом у Тирингији.